# Чан Нян Тонг
Чан Нян Тонг (на виетнамски: Trần Nhân Tông; хан: 陳仁宗), роден като Чан Кхам (Trần Khâm; хан: 陳昑), е виетнамски император, будистки философ и поет.
Той е третият поред император от династия Чан. Като управляващ Дайвиет, заедно с баща си и чичо си Чан Хънг Дао, успява да отблъсне монголските нашественици, водени от Кубилай хан, през 1285 и 1288 г.

## Произход и ранни години
Чан Кхам е роден на 7 декември, 11 ноември по лунния календар, през 1258 г. (годината на Коня) и е първороден син на император Чан Тан Тонг. Още като новородено бебе, той става любимец на императорското семейство, „родил се с квинтесенция на светец със златно лице, перфектно тяло и поразителна издръжливост“. Когато дядо му, император Чан Тхай Тонг го вижда за пръв път, го нарича „Златен Буда“, а астролозите предричат, че ще постигне големи успехи в живота.
В детските си години, Нян Тонг повлиян от чичо си Туе Чунг (Tuệ Trung), става последовател на будизма, а баща му император Тан Тонг, за да се погрижи за доброто му образование, назначава за негов главен наставник и учител видния генерал Ле Пу Чан? (Lê Phụ Trần), заедно с двама известни учени – Нгуен Си Ко? (Nguyễn Sĩ Cố) и Нгуен Тан Хуан? (Nguyễn Thánh Huấn).
През 1274 г. принц Нян Тонг сключва брак с Туен Ту. Няколко години след това, силно завладян от будизма, той решава да напусне императорския двор и да се отдаде на религията, след което бяга в пагодата Донг Су? (Chùa Đông Cửu). Престоят му там не продължава дълго, защото е намерен от императорски пратеници и е върнат в двореца.
На 8 ноември 1278 г. Чан Нян Тонг е коронясан за император, след като баща му му отстъпва трона и се оттегля в позиция на кралски съветник. По този начин, въпреки че предава престола на Нян Тонг, Чан Тан Тонг продължава да управлява страната заедно със сина си, от 1279 до смъртта си през 1290 г.

## Управление
След като се възкачва на престола през 1279 г. Чан Нян Тонг, по привилегия дадена на императорите, сключва втори брак с Бао Тан, която е дъщеря на Чан Хънг Дао и майка на Чан Ан Тонг.
През ранните години на управлението си, а и след това, воден от будизма, императорът не променя идеалите и начина си на живот. Често кани дзен-учители за разговори в двореца, задълбочава познанията си по будистките учения, чете религиозни книги, става вегетарианец.
Нян Тонг управлява страната със състрадание и великодушие, проповядва мир, разбирателство и национално единство, търси консенсус за решенията си. Поданиците на Дайвиет го обичат и приемат като авторитетен свят човек, пълен с добродетели.

### Монголско нахлуване
През 1279 г., династия Юан побеждава династия Сун и монголците придобиват пълен контрол над цялата територия на Китай. Воден от завоевателната си политика, Кубилай хан отново обръща поглед към южното царство Дайвиет.
Наясно със ситуацията, Тан Тонг и Нян Тонг започват да се подготвят за очевидно неизбежна война, като в същото време водят гъвкава политика с династия Юан. През 1282 г. императорите събират всички членове на династия Чан и служители в кралския двор, обсъждат тактиката срещу врага и назначават командири на отделните подразделения на армията. За главнокомандуващ на виетнамската армия е назначен Чан Хънг Дао, който във вдъхновяваща реч пред войската, призова за национално единство и висок дух в борбата с нашествениците. През 1283 г. Тан Тонг и Нян Тонг започват подготвителни военни учения в които участват наравно със своите генерали и войници.
През 1284 г. започва втората монголска инвазия над Виетнам. Войските на Кубилай нападат Дайвиет от две посоки – с пехота и конница през северната граница и с флот през южната, от територията на кралство Чампа. В началото на войната, император Нян Тонг е принуден да предприеме отстъпление под напора на монголската сухопътна армия и изостава столицата Тханглонг, но на юг изпраща малка флотилия, която да се опита да спре монголците в провинция Нге Ан. През това време, няколко високопоставени служители и членове на кралското семейство минават на станата на Юан, като сред тях е дори един от братята на самия император. След тези събития и пратените на юг сили се налага да отстъпят, поради измяна и на губернатора на Нге Ан. Въпреки това, династия Чан е стабилна и водена от Тан Тонг, Нян Тонг и Хънг Дао обмисля следващият си ход.
През април 1285 г., прегрупираната виетнамска армия започва да обръща войната, след битка при Хам Тъ. През същата година, на 14 юни в битка при Чъонг Зъонг виетнамците успяват да нанесат още по-големи поражения на нашествениците и почти унищожава монголската флотилия. Малко след това, след контраофанзива на 6 юни (лунен календар), династия Чан освобождава столицата и изгонва монголците обратно в Китай.
През 1287 г. монголците отново насочват поглед към Дайвиет. Кубилай Хан събира още по-голяма пехота, кавалерия и военноморски флот с обща численост над 300 000 души (според други източници 500 000 души).
В първия етап от нашествието монголската армия печели няколко лесни победи по суша и море, като бързо напредва към имперската столица Тханглонг.
След кратка съпротива и няколко победи най-вече по вода, Чан Нян Тонг и генералите му осъзнават, че няма да може да се справят с монголската конница в директен сблъсък и преминават на партизанска война. Тормозейки и нанасяйки огромни жертви на монголците по пътя им към императорския град, виетнамците го предава без бой. Същевременно печелят няколко много важни флотски победи, които отрязват притока на провизии за монголците по море. Когато монголската армия разбира, че е обречена на глад и че един от командирите и е пленен, изпада в паника.
През 1288 г. Нян Тонг, Тан Тонг и Чан Хънг Дао предприемат контраофанзива, използвайки тактиката на Нго Куйен за отблъскването на китайски войски през 938 г. На 8 март (лунен календар) виетнамците забиват метални прътове на дъното на река Бач Данг, след което изпращат малка флотилия да примами монголската флота да навлезе в реката точно когато започва отливът. Император Нян Тонг лично ръководи един морски корпус и се сражава с врага. Със своето присъствие на фронта той дава ярък пример, поощрява войниците и целия народ, героично да се борят и да победят чуждите завоеватели. Монголската флота от 400 кораба е потопена, пленена или изгорена от виетнамските огнени стрели. След това поражение уплашените монголски войници преминават в отстъпление, тормозени по пътя от войската на Дайвиет.

### След войната
След войната, за да се отрече от дезертьорите от династия Чан преминали на страната на монголците, Чан Нян Тонг издава указ с който променя фамилията им на Маи, а на други слага А пред Чан, словосъчетание което означава „жена на име Чан“, тоест „страхлив като жена“.
На 25 май (лунен календар) 1290 г., на 50-годишна възраст умира пенсионираният император Чан Тан Тонг. Вече като едноличен владетел на Виетнам, Нян Тонг нарежда да се намалят данъците за да се облекчи живота на бедните и отлага всякакви военни кампании докато страната не се възстанови от двете ожесточени войни.
На 3 март (лунен календар) 1293 г. Нян Тонг решава, както е направил баща му по-рано, да предаде престола на сина си Чан Ан Тонг и да се оттегли като съветник. Той наставлява новия цар в продължение на шест години, през което време се готови да стане монах.

## Оттегляне и смърт
През 1295 г. Чан Нян Тонг се оттегля в пагода Ву Лам? (Vũ Lâm) в област Гиа Кханх? (Gia Khánh) (сега област Хоа Лу, провинция Нин Бин). След официална церемония за напускане на дома, императора започва живота си на монах. През следващите години той работи за обединението на всички будистки секти във Виетнам.
През октомври 1299 г. на 41-годишна възраст Чан Нян Тонг отива в планината Иен Тъ и създава първата виетнамска будистка школа Чук Лам Иен Тъ. Там той взима за свой ученик Донг Киен Цуонг? (Đồng Kiên Cương), който по-късно поема школата като втори гуру.
На 16 декември 1308 г. Нян Тонг умира. Цялата нация е в траур за 15 дни.

## Произведения
Чан Нян Тонг е написал множество литературни произведения и поезия, които през годините са изгубени. До наши дни са останали само 25 стихотворения.

## Памет
Във Виетнам почти всеки град има улица носеща името на император Чан Нян Тонг, най-голямата от които е в град Ханой.
В негова чест и почит са изработени множество статуи, изобразяващи го като Буда. Най-новата се намира в Лонг Тхан, провинция Донг Най. Тя е изработена от нефритен блок с тегло 4.5 тона и е инкрустирана със злато.
Организация със седалище в Бостън, носеща името „Академия Чан Нян Тонг“, всяка година връчва „Международна награда за мир“.